# Patriarchální řád svatého Kříže Jeruzalémského

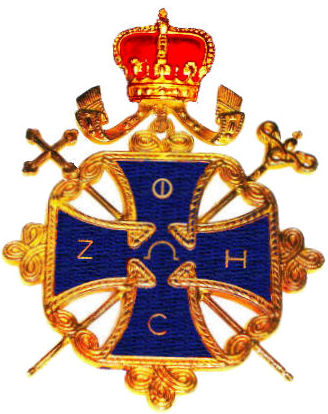
Odznak patriarchálního řádu (v podobě nošené na plášti)

Patriarchální řád svatého Kříže Jeruzalémského (The Patriarchal Order of the Holy Cross of Jerusalem / L'Ordre Patriarcal de la Sainte Croix de Jerusalem, zkratka POHCJ) je záslužný katolický řád melchitské řeckokatolické církve. Patriarcha Antiochie je z moci svého úřadu velmistrem řádu, který byl založen patriarchou Maximem Saïghem, statuta mu dal 14. září 1979 patriarcha Maximos Hakim.

## Poslání a organizace
V současnosti je hlavním posláním řádu poskytovat humanitární služby, duchovní a materiální pomoc křesťanům ve Svaté zemi. Řád se prezentuje jako apolitický a nespojený s žádnou konkrétní farností či církví, činnost vykonává pod patronací Svatého stolce. Současným velmistrem řádu je patriarcha Joseph Absi. Organizace působí v Belgii, Kanadě, Francii, Německu, Itálii, Jordánsku, Libanonu, Španělsku a v USA. Registr rytířských řádů uvádí tento patriarchální řád jako legitimní církevní vyznamenání.

## Stupně a dekorace Řádu
Řádová dekorace představuje červený tlapatý kříž, s řeckým nápisem ΦΩΣ ΖΩΗ (světlo – život) převýšený patriarchální korunou, za nímž je zkřížený latinský procesní kříž s orientální biskupskou berlou. Na rubu dekorace je malá kapsle s relikvií golgotské skály, zpečetěná patriarchou. Stužka je černo-červená.

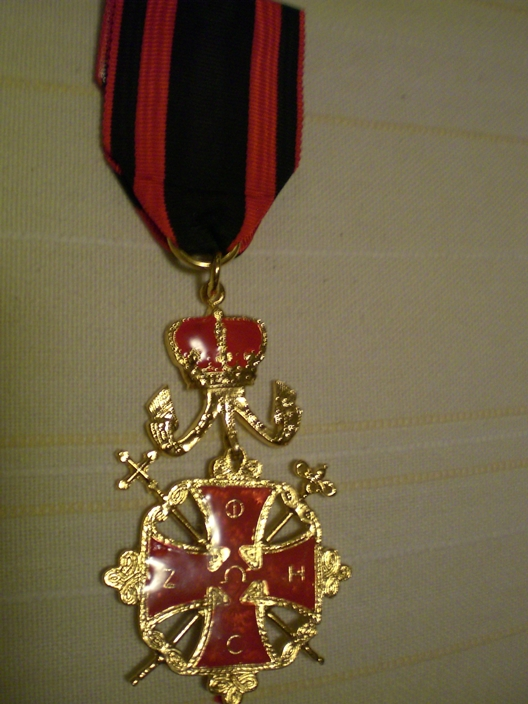
Líc řádové dekorace

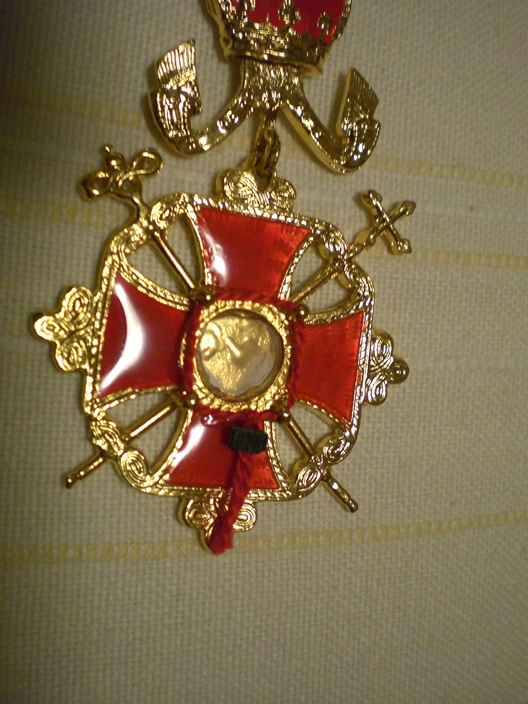
Rub řádové dekorace (s relikvií)

Řád je udělován v následujících stupních:
- rytíř/dáma kolany – pro biskupy a hlavy států
- pro duchovní:
  - kaplan velkého kříže
  - kaplan komtur
  - kaplan rytíř
- pro laiky:
  - rytíř /dáma velkého kříže
  - rytíř /dáma velkodůstojník
  - rytíř /dáma komtur/komendy
  - rytíř /dáma